# Улица младшего сына (фильм)
«Улица младшего сына» — фильм режиссёра Льва Голуба, снятый по одноимённой повести Льва Кассиля и М. Поляновского. Фильм посвящён судьбе пионера-героя Володи Дубинина.

## Сюжет
В городе Керчь живёт пионер Володя Дубинин. На уроках зачитывается книгой о Чкалове. Конструирует планеры, которые летают дальше других, возится с малышами из подшефного класса. С отцом-капитаном ездит на рыбалку. Когда начинается Великая Отечественная война, его отец уходит на фронт, а Володя добивается принятия в партизанский отряд. Во время службы он сильно помогает отряду, но когда ему надо было довести отряд до их укрытия, он погибает и в честь него называют улицу.

## В ролях
| Актёр              | Роль                     |
| ------------------ | ------------------------ |
| Александр Корнев   | Володя Дубинин           |
| Евгений Бондаренко | Ваня                     |
| Татьяна Кресик     | Светлана                 |
| Борис Битюков      | Зябрев                   |
| Павел Пекур        | Лазарев                  |
| Иван Шатилло       | комиссар Котло           |
| Валентин Черняк    | Любкин                   |
| Зинаида Дехтярева  | мать Володи              |
| Борис Кордунов     | отец Володи              |
| Любовь Корнева     | Валя                     |
| Роман Филиппов     | дядя Яша                 |
| Валентин Грудинин  | Гриценко                 |
| Анна Павлова       | жена Гриценко            |
| Валентина Ушакова  | учительница Юлия Львовна |
| Владимир Мартынов  | Георгий Петрович         |
| Евгений Григорьев  | Ланкин, подпольщик       |
| Витольд Янпавлис   | капитан                  |
| Глеб Глебов        | подпольщик               |

## Съёмочная группа
- Сценарист: Лев Кассиль
- Режиссёр-постановщик: Лев Голуб
- Оператор: Израиль Пикман
- Художник: Владимир Белоусов
  - Ассистент художника-постановщика: Владимир Дементьев
- Композитор: Владимир Оловников, Юрий Бельзацкий

## Призы
- Специальный приз Льву Голубу «за работу над детским фильмом» на кинофестивале республик Прибалтики и Белоруссии.[1]